# غولر صابنجي
جولر صابنجي (بالتركية: Güler Sabancı) سيدة أعمال تركية، صنفتها مجلة فوربس العالمية ضمن أقوى 100 امرأة في العالم ونالت المرتبة 70 لعام 2015.

## انظر ايضاً
- دينيز أكايا

## روابط خارجية
- غولر صابنجي على موقع الموسوعة البريطانية (الإنجليزية)
- غولر صابنجي على موقع مونزينجر (الألمانية)